# Leung Yuk Wing
Leung Yuk Wing (chiń. 梁育榮, ur. 13 grudnia 1984) – hongkoński niepełnosprawny sportowiec, uprawiający boccię. Mistrz paraolimpijski z Aten w 2004 roku. Srebrny medalista paraolimpijski z Pekinu w 2008 roku.

## Medale Igrzysk Paraolimpijskich

### 2008
- - Boccia - indywidualnie - BC4

### 2004
- - Boccia - indywidualnie - BC4